# Perdita leucosticta
Perdita leucosticta är en biart som beskrevs av Timberlake 1964. Perdita leucosticta ingår i släktet Perdita och familjen grävbin. Inga underarter finns listade i Catalogue of Life.